# Stygia australis
Stygia australis é uma espécie de insetos lepidópteros, mais especificamente de traças, pertencente à família Cossidae.
A autoridade científica da espécie é Latreille, tendo sido descrita no ano de 1804.
Trata-se de uma espécie presente no território português.